# 市东街道 (滨州市)
市东街道，是中华人民共和国山東省滨州市滨城区下辖的一个乡镇级行政单位。

## 行政区划
市东街道下辖以下地区：
王兰社区、小周家社区、西宋社区、天王堂社区、郭集社区、常家社区、后刘社区、湾东赵社区、沙家社区、屈家社区、北杨社区、东王社区、侯家社区、西王社区、赵家社区、郑家社区、毕家社区、北郝社区、南吝社区、桃李社区、宣家社区、北张社区、政通社区、政和社区、清怡社区、北吝社区、坊子社区、张皮社区和北孟社区。